# Saltska biskupija
Biskupija Salto ili Saltska biskupija (lat. Dioecesis Saltensis in Uruguay) je biskupija Katoličke Crkve u Urugvaju sa sjedištem u gradu Saltu.
Površinom je najveća urugvajska biskupija te zauzima gotovo 43.000 četvornih kilometara na područjima departmana Artigas, Salto,  Paysandú i Río Negro.
Također jedna je od biskupija s najvišim udjelom vjernika katolika: na području biskupije živi ih oko 292.000 odnosno 75,8 % cjelokupnog stanovništva.
Utemeljena je izdvajanjem iz Nadbiskupije Montevideo 14. travnja 1897. prema izričitoj papinoj molbi.
Stolna biskupska crkva jest Katedrala sv. Ivana Krstitelja u Saltu, biskupskom gradu.

## Biskupi
- Tomás Gregorio Camacho † (postavljen 3. lipnja 1919. - umro 20. svibnja 1940.)
- Alfredo Viola † (20. svibnja 1940. - umirovljen 1. siječnja 1968.)
- Marcelo Mendiharat Pommies † (1. siječnja 1968. - umirovljen 8. ožujka 1989.)
- Daniel Gil Zorrilla, S.J. (8. ožujka 1989. - umirovljen 16. svibnja 2006.)
- Pablo Jaime Galimberti di Vietri (16. svibnja 2006. - u službi)